# 平卧黄芩
平卧黄芩（学名：Scutellaria prostrata）为唇形科黄芩属下的一个种。

## 扩展阅读
- 維基物種上的相關：平卧黄芩